# Postgangliový nerv

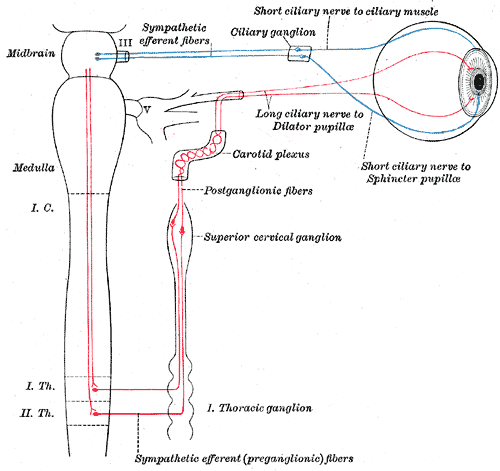
Sympatická spojení ciliárních a horních krčních ganglií

Postgangliový nerv jsou vlákna autonomního nervového systému ležící za nervovým gangliem, ve které se nervy přepojují. Až na dvě výjimky v parasympatiku postganliové neurony jsou cholinergní, v sympatiku adrenergní, nicméně u obou postgangliové neurony tvoří nikotin acetylcholinové receptory k získání signálu od preganglivých neuronů.